# Pierre Soulé
Pierre Soulé (31 de agosto de 1801 — 26 de março de 1870) foi um advogado, político e diplomata da Luisiana durante meados do século XIX. Servindo como senador dos Estados Unidos de 1849 até 1853, renunciou para aceitar uma nomeação como Ministro dos Estados Unidos para a Espanha, cargo que ocupou até 1855.
Provavelmente é mais conhecido por seu papel como escritor do Manifesto de Ostende em 1854, parte de uma tentativa de senhores de escravos do Sul em obter apoio para a anexação de Cuba pelos Estados Unidos. Alguns fazendeiros do sul queriam expandir seu território para o Caribe e América Central. O Manifesto foi denunciado, especialmente por políticos anti-escravidão, e Soulé foi pessoalmente criticado.
Nascido e criado na França, foi exilado por atividades revolucionárias. Se mudou para a Grã-Bretanha e, em seguida, os Estados Unidos, onde se estabeleceu em Nova Orleães e tornou-se advogado, depois de entrar na política.

## Início de vida e educação
Pierre Soulé nasceu em 1801 em Castillon-en-Couserans, uma aldeia nas cordilheiras francesas de Pireneus. Foi exilado da França quando jovem por atividades revolucionárias, autorizado a regressar, em seguida, preso alguns anos mais tarde por continuar com sua oposição ao governo.

## Emigração e política dos Estados Unidos

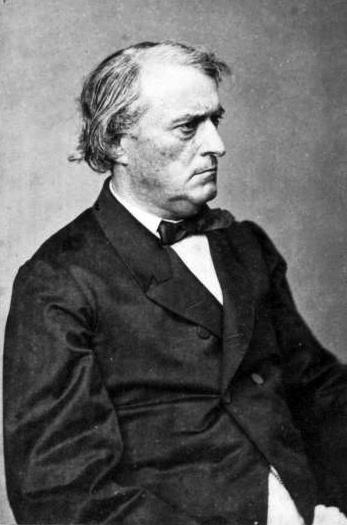
Pierre Soulé.

Em 1825 Soulé escapou da prisão, e fugiu primeiro para Grã-Bretanha, em seguida, para o Haiti, e, finalmente, para os Estados Unidos. Se estabeleceu em Nova Orleães e tornou-se advogado.
Em 1847, esteve brevemente no Senado dos Estados Unidos como uma democrata eleito pela legislatura estadual. Voltou ao Senado para um mandato completo, servindo de 1849 a 1853. Renunciou para assumir um cargo de Ministro dos Estados Unidos para a Espanha, ofício que ocupou até 1855.
Durante este período, ficou conhecido por escrever o Manifesto de Ostende em 1854, parte de uma tentativa dos senhores de escravos do sul da classe plantadora em obter apoio para a anexação de Cuba pelos Estados Unidos. Preocupado em ser delimitada por estados livres ao norte e oeste, alguns sulistas proeminentes queriam expandir seu território para o Caribe e América Central. A escravidão em Cuba ainda era legalizada na época. O Manifesto foi denunciado nos Estados Unidos, especialmente por políticos anti-escravidão. Soulé foi pessoalmente criticado por violar seu papel como diplomata e ministro da Espanha, que ainda controlava Cuba.
No final de 1852, enquanto em Washington, D.C., tinha fornecido algum apoio e assistência para o agente responsável por resgatar Solomon Northup, um negro livre de Saratoga Springs, Nova Iorque, que havia sido sequestrado em escravidão e mantido na região do Rio Vermelho na Luisiana por doze anos.
Opôs-se a secessão do Sul antes da Guerra Civil norte-americana, mas apoiou o seu estado da Luisiana na Confederação após o início da guerra. Em 1861, apoiou a organização de Allen Rifles e deu um discurso inflamado em um grande churrasco em Thibodaux, Paróquia de Lafourche.

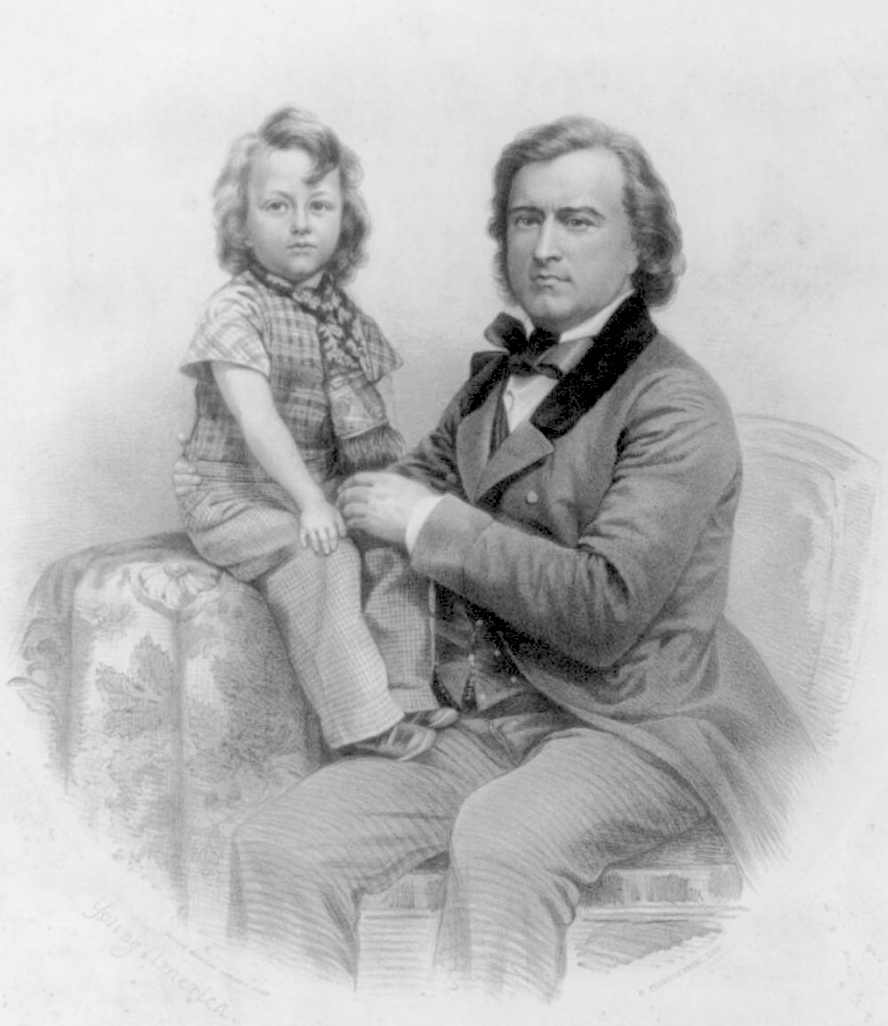
Soulé com seu filho.

Em 18 de maio de 1861, foi capturado por tropas federais, acusado de "conspirar traição contra o governo dos Estados Unidos", e preso em Fort Warren, Massachusetts. Escapou da prisão e foi capaz de retornar ao território confederado.
Após o fim da guerra, em 1865, foi para o exílio em Havana. Soulé retornou mais tarde, e morreu em Nova Orleães.